# Komes

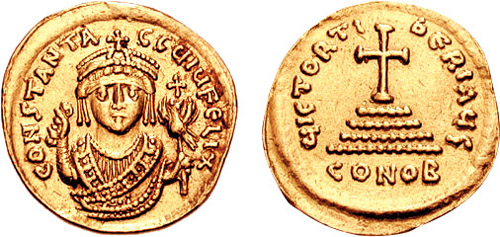
Moneta di Tiberio II Costantino, che fu Komes dal 568?-582.

Il nome Komes deriva dal latino Comes, che voleva dire Conte, e veniva conferito al governatore del thema dell'Opsikion, facente parte dell'impero bizantino.

## Funzione
Tale regione era di antica origine e vicino a Costantinopoli; fu molto rimpicciolito negli anni, tanto che, alla sua scomparsa, rimaneva solo un terzo del territorio originale. Komes era un titolo sostitutivo di strategos, assegnato dall'imperatore bizantino al governatore dell'Opsikon per la grande fedeltà ed il valore dimostrato nei secoli dagli abitanti della regione. Il komes era stipendiato con trenta libbre d'oro all'anno.

## Komes ricordati
- Tiberio II Costantino (540-582) fu Komes dal 568?-574; fu Imperatore bizantino dal 574-582.